# Marcel Amon-Tanoh
Marcel Amon-Tanoh , né le 25 novembre 1951 à Abidjan, est un homme d’État ivoirien. Il est ministre des Affaires étrangères de la république de Côte d’Ivoire de 2016 à 2020.

## Biographie

### Jeunesse et formation
Son père, Lambert Amon-Tanoh, originaire d'Aboisso, en plein royaume du Sanwi, est un cadre historique du Parti démocratique de Côte d’Ivoire (PDCI) et a été ministre de l’Education nationale de 1963 à 1970 sous Félix Houphouët-Boigny. Sa mère, originaire de Jacqueville, est la sœur de Philippe Yacé, le premier président de l’Assemblée nationale de 1959 à 1980.
Comme la plupart des enfants des cadres dirigeants, il est élevé à Cocody et fait ses études au lycée classique d’Abidjan. Il est un élève moyen mais travailleur.
Il est un « pur produit de ces grandes familles ivoiriennes qui pèsent sur la conduite des affaires politiques et économiques du pays » depuis l'indépendance, tout comme Jean-Louis Billon, Thierry Tanoh, Alain-Richard Donwahi ou encore Tidjane Thiam,
Il se marie avec la fille du chef de l'Etat, Hélène Houphouët-Boigny, en 1982, rencontrée quelques années plus tôt.
Après avoir obtenu son baccalauréat série A4 en 1971, il effectue une année de sciences économiques à l'université d'Abidjan, où Laurent Gbagbo a été son professeur, puis commence sa carrière professionnelle en tant que chargé d’études à l´Institut de recherche, de sondages économiques et commerciaux (IRSEC) à Paris de 1972 à 1976 avant de rentrer dans son pays où il fait un bref passage dans la sphère publique en tant que secrétaire général de la mairie de Cocody avant de se lancer dans le secteur privé.
En 1979, il obtient une maîtrise de sociologie économique de l’université Paris-VIII, avec un mémoire sur les « Problèmes socio-économiques posés par le transfert des populations et l'aménagement de la vallée du Bandama dans le centre de la Côte d'Ivoire, zone de savane ». L'année suivante, il décroche un diplôme d’études approfondies (DEA) de l'université nationale de Côte d'Ivoire en sciences sociales, option économique, avec un mémoire de thèse intitulé : « Politique économique et chômage : l'exemple d'Abidjan ».
Marcel Amon-Tanoh est marié et a 7 enfants dont une fille, Magali, qui a fondé une agence de relations publiques. Il s’est remarié avec une descendante par sa mère de la grande famille Fadiga, originaire d'Odienné,, et de la famille Touré par son père, Kadidjatou (« Kady ») Touré, de 35 ans sa cadette, avec qui il a eu un enfant.
Il est un fervent catholique.

### Homme d'affaires
Il est successivement directeur général de la Société ivoirienne de confection et diffusion à Paris (1983–1986), puis président de African Commodity Trading Company Limited U.K. (ACTC), spécialisée dans le négoce du café, du cacao et du riz, à Londres (1986-1992) ; président-directeur général de la Société d´import-export de produits agricoles et de marchandises (SIEPAM), exerçant dans le même secteur (1986-1996), administrateur de la Société agro-industrielle de Soubré (1989-1994) et directeur général d'Études, recherches de financements (ERF), société commerciale (1996-1999),.

### Carrière politique
Militant du Parti démocratique de Côte d'Ivoire (PDCI), Marcel Amon-Tanoh est directeur adjoint et trésorier de la campagne de la liste d'Arsène Usher Assouan pour les élections municipales de 1980 à Cocody. Il est élu conseiller municipal et siège jusqu'en 1990.
En 1990, il est responsable de la cellule du PDCI chargé de la coordination et de la surveillance des élections présidentielle, législatives et municipales et en avril 1991, membre du comité d'organisation du congrès extraordinaire du PDCI. De 1991 à 1995, il est secrétaire général de la section PDCI du Plateau 1 d'Abidjan.
Dès 1994, il se rapproche de l'opposant Alassane Ouattara, récemment nommé directeur général adjoint du Fonds monétaire international (FMI).
En novembre 1995, il est candidat indépendant à l'élection législative dans la commune du Plateau. En mars 2001, il est élu conseiller municipal du Plateau.
En 1999, il rejoint l’équipe le Rassemblement des républicains (RDR) et devient le directeur de cabinet de son président, Alassane Ouattara. Homme du Sud dans un parti dominé par les Nordistes, il ne parviendra jamais véritablement à s'intégrer, d'autant qu'il considère que sa proximité avec le futur président le dispense de rendre des comptes.
À partir d'août 2002, il occupe sous Laurent Gbagbo différents postes ministériels au titre de l'opposition en commençant par celui des Transports, puis ministre du Tourisme de mars 2003 à décembre 2005, puis de la Construction, de l’Urbanisme et de l’Habitat de décembre 2005 à février 2010.
A l'élection d'Alassane Ouattara à la magistrature suprême, il devient directeur de cabinet du président de la République en décembre 2010 et, tout en gardant cette fonction, est élevé au rang de ministre en mars 2012. En revanche, contrairement à la plupart des autres figures du RDR, il échoué à se faire élire député en 2011.
Il assume les fonctions de ministre des Affaires étrangères par intérim, cumulativement avec ses fonctions de directeur de cabinet à partir du 25 novembre 2016, avant d'être confirmé à ce portefeuille en janvier 2017. Toutefois, sa candidature aux législatives dans son fief familial d’Aboisso est retirée par le parti présidentiel.
La décision du chef de l’État de désigner, le 12 mars, Amadou Gon Coulibaly comme candidat du Rassemblement des houphouëtistes pour la démocratie et la paix (RHDP) pour l'élection présidentielle le décide à rompre avec le président Ouattara, lui qui faisait de moins en moins mystère de son ambition présidentielle et qui a commencé depuis plusieurs mois à prendre ses distances. Il remet sa démission du gouvernement le 19 mars 2020.
Le 22 juillet 2020, il annonce sa candidature à l'élection présidentielle de 2020 mais celle-ci est rejetée par le Conseil constitutionnel le 14 septembre 2020,.
Ayant rejoint l'opposition, il rejette en revanche la création du Conseil national de transition (CNT) après le scrutin.
Le 25 janvier 2021, Amon-Tanoh fait une volte-face inattendue en venant demander publiquement pardon à Alassane Ouattara de l’avoir offensé.
Le 4 janvier 2022, il est nommé président du Conseil de l'Entente par le président Ouattara.
En décembre 2024, Amon-Tanoh est nommé conseiller spécial du président Ouattara au RHDP. Cette nomination est interprétée comme le retour d'Amon-Tanoh dans le cercle proche du président. Il devrait préparer la candidature probable d'Alassane Ouattara à un quatrième mandat lors de l'élection présidentielle de 2025.

## Distinctions
Il est commandeur de l'Ordre national ivoirien, de celui du Mérite sportif, de la Légion d'honneur et de l’ordre de la Pléiade de la Francophonie.